# Energia o cogenerazione da acqua di falda
L'energia o cogenerazione da acqua di falda è un modo di ottenere energia attraverso l'utilizzo dell'acqua delle falde acquifere.
Delle pompe di calore trasferiscono il calore sotterraneo dei liquidi, che può essere usato per il riscaldamento o per fornire energia elettrica. Vi è la necessità che siano presenti notevoli quantità d'acqua nel sottosuolo, inoltre, questa metodologia energetica viene usata solo nelle case in campagna o in montagna. La cogenerazione da acqua di falda può essere utile anche per ridurre le falde acquifere nei luoghi in cui l'innalzamento provoca infiltrazioni nelle strutture interrate.